# مایش وایا (آریزونا)
مایش وایا (به انگلیسی: Maish Vaya) یک منطقهٔ مسکونی در ایالات متحده آمریکا است که در شهرستان پیما، آریزونا واقع شده‌است. مایش وایا ۱۰٫۹۷ کیلومتر مربع مساحت و ۵٬۴۷۶ نفر جمعیت دارد و ۷۷۹ متر بالاتر از سطح دریا واقع شده‌است.